# Bartók Béla (zeneszerző)
Bartók Béla (Nagyszentmiklós, 1881. március 25. – New York, New York, 1945. szeptember 26.) posztumusz Kossuth-díjas magyar zeneszerző, zongoraművész, népzenekutató, a közép-európai népzene nagy gyűjtője, a Zeneakadémia tanára, a Magyar Tudományos Akadémia tagja (levelező: 1935. május 16.; rendes: 1945. május 30.); a 20. század egyik legjelentősebb zeneszerzője. Művészete és tudományos teljesítménye nemcsak a magyar és az európai zenetörténet, hanem az egyetemes kultúra szempontjából is korszakalkotó jelentőségű.
Zeneszerető családban nevelkedett: apja, idősebb Bartók Béla a nagyszentmiklósi városi iskola igazgatója, zongorán, csellón játszott, zenekart vezetett, sőt komponálással is foglalkozott; anyja tanítónő volt, és kiválóan zongorázott. 1899-ben a Pesti Zeneakadémiára iratkozott be, Thomán István zongoraosztályába és Koessler János zeneszerzés osztályába. Stílusának kialakulásában meghatározó szerepe volt a német klasszicizmusnak és romantikának, különösképpen Beethoven, Brahms, Liszt, Richard Strauss, valamint Debussy művészetének. Kodály Zoltánnal együttműködve behatóan foglalkozott a magyar népzenével, illetve összehasonlító kutatások végett a szomszéd népek népzenéjét is górcső alá vette. A parasztzene megismerésének hatására kompozíciós stílusa is átalakult, a népzene stílusjegyeire támaszkodott. Ennek kiteljesedése a Balázs Béla misztériumjátékára komponált operája, A kékszakállú herceg vára. 1940-ben hosszabb időre az Egyesült Államokba utazott és a Harvard Egyetemen tartott előadásokat az új magyar zene kérdéseiről. 1945. szeptember 26-án New Yorkban halt meg, leukémia következtében. Posztumusz az 1948. március 14-én első ízben kiosztott Kossuth-díjjal jutalmazták. 1955-ben posztumusz megkapta a Nemzetközi Békedíjat. Életrajzát fia, ifj. Bartók Béla mérnök, geodéta és unitárius egyházi főgondnok írta meg.

## Élete

### A Bartók család eredete
A Bartók család nem bánsági eredetű. Denijs Dille professzor, Bartók-kutató a Borsod megyei Borsodszirákon nyomozta ki a család őseit. A családfa nemesi eredetű, és 1635-ig vezethető vissza. Bartók János (1785–1876), a zeneszerző dédapja került elsőnek Bánságba. Feleségéről, Bozsovits Katalinról (1792–1851) azt lehet tudni, hogy Szabadkáról való és bunyevác származású.
A Bartók család nem Nagykomlósról, hanem Kisőszről került Nagyszentmiklósra. Bartók Sarolta itt volt óvónő, Nagyszentmiklóson halt meg, 1927-ben. Bartók János, a nagyapa 1863-ban, sikeres versenyvizsga után, a nagyszentmiklósi mezőgazdasági iskola tanára lett. Munkáját és műveltségét elsősorban a föld művelőinek szolgálatába állította. Nagy szerepe volt a nagyszentmiklósi iskola újraszervezésében. „A földműves iskolát – írja Nagyszentmiklós tradicionális monográfiája című művében Schreyer Viktor – Bartók János gazdasági tanár élesztgette.” Növendékeit anyanyelvükön tanította: magyarul, németül, románul, szerbül. Tudta, hogy alapos ismereteket csak anyanyelvén sajátíthat el az ember. Idősebb Bartók Béla apja halála után teljesen átalakította a mezőgazdasági iskolát, és zenei társaságot szervezett Nagyszentmiklóson. A családot is neki kellett eltartania: négy lánytestvéréről és idős édesanyjáról gondoskodott. Szőcs Gyula szerint ekkor még a volt Cerbului, ma Tiberiu Brediceanu utcában béreltek lakást. Itt született az anyakönyvi kivonat szerint Bartók Béla, a későbbi zeneszerző.
Apja fiatalon nősült. Huszonöt éves korában, 1880-ban vette feleségül Voit Paulát, aki 1857-ben született Turócszentmártonban. Tanítóképzőt végzett, kitűnő muzsikus volt. „Azt hiszem, zenei tehetségemet, muzsikus hajlamomat ettől a finom lelkű, drága asszonytól örököltem” – emlékezett meg Bartók Béláné Voit Pauláról legilletékesebb életrajzírója, a fia. A házasságban tehát két okos, művelt lélek talált egymásra. A zeneszerző apja élénk szellemű, mozgékony ember volt, szeretett utazni. Egyiptomban is járt (ahol végzetes betegséget szerzett), de a bánáti, erdélyi tájakon barangolt a legszívesebben. Kitűnő szakember, szellemes társalgó volt. Több érdekes cikke jelent meg barátja, Schreyer Viktor lapjában, a Nagyszentmiklósi Közlönyben. Ő harcolta ki a mezőgazdasági iskola új otthonának a felépítését, amelyet korszerű oktatási központtá alakított. Megszervezte az első zene- és dalegyletet, amely 1887. január 16-án tartotta alakuló ülését. Számos nagy sikerű hangversenyt szervezett. A Fekete Sas szálló éttermében többek közt Chopin, Verdi, Donizetti, Rossini műveit adták elő. Az édesapa szívesen hegedült, csellózott, kisebb táncdarabokat szerzett, dirigált is. Schreyer Viktor úgy vélekedett, hogy a kis Béla apjától örökölte tehetségét. A kora gyermekkor e csöppet sem szokványos szellemi légköre döntő módon kihatott különben is korán kibontakozó egyéniségére.

### Gyermekkora

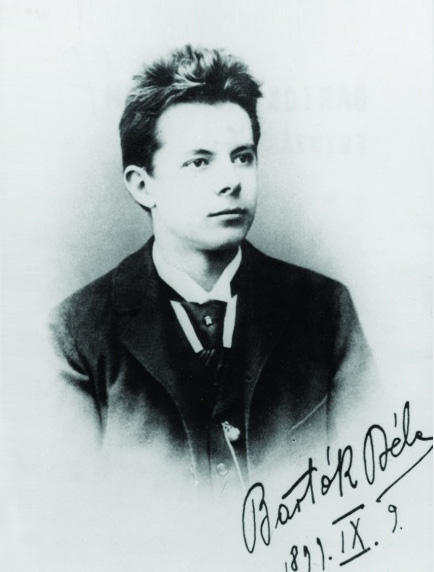
Bartók Béla érettségi-tablóképe

Bartók Béla 1881. március 25-én született Nagyszentmiklóson, Torontál vármegyében. Édesapja szuhafői Bartók Béla. Édesanyja, Voit Paula, német származása ellenére magyar szellemben nevelte gyermekeit. Tanítói oklevelet szerzett, és a nagyszentmiklósi iskolában tanított. Két gyermekük született: Béla 1881. március 25-én, Erzsébet (Elza) 1885. július 11-én.
Bartók Béla gyermekkorának két jellemző vonása volt: visszahúzódó természete és zenei érdeklődése. Édesanyja visszaemlékezése szerint egészséges, életerős csecsemő volt. Három hónapos korában himlőoltással megfertőzték, ezért ötéves koráig állandó orvosi kezelésben részesült. Az anyai féltés, dédelgetés félénkké tette, elbújt az emberek elől, ha észrevette, hogy sajnálják. Betegsége miatt az átlagosnál később kezdett el járni. Két éves elmúlt, mire beszélni kezdett, de az éneket, a zenét már előbb is feszült figyelemmel hallgatta. Alig egyévesen már jelezte, mely zenéket szereti, melyeket nem (beszélni még nem tudott ekkor). Másfél éves korában felismert egy dallamot, háromévesen fejlett ritmusérzékét bizonyította, négyéves korában egy ujjal kipötyögtette a zongorán a számára ismerős dalokat (negyvenet tudott már, s ha mondták a dal kezdő szavát, ő azonnal emlékezett a dallamára). Ezek a zeneszámok feltehetően népies műdalok lehettek, ezt később maga is megerősítette vallomásaiban. Az igazi népdalt tehát Bartók gyűjtő- és kutatóútján fedezte fel.
A kisfiú mindig nagy érdeklődéssel hallgatta, illetve biztatta éneklésre a körülötte levőket. Figyelmét leginkább a hangszerek kötötték le, valóságos tanulmányokat végzett a vonós hangszereken. „Első tanítóm édesanyám volt” – vallja. „…Március 25-én, éppen ötödik születése napján kezdtük el a tanulást, és április 23-án, Béla napkor, egy kis négykezessel lepte meg az édesapját” – emlékezett az édesanyja. A zene mellett nagy érdeklődéssel foglalkozott természeti környezetével, selyemhernyókat is tenyésztett. Közismert volt természetszeretete.
Édesanyja tanítói szerepe azért is fontos, mert figyelme mindenre kiterjedt. Bartók Béla negyedik osztályig – feltehetően – nem járt iskolába, de már nyolcéves korában magánúton levizsgázott az I–IV. osztályos tananyagból. A szülei különben is óvták a beteges gyermeket a sok sétától, az iskola pedig távol volt a lakásuktól. Hatéves korában utazott el először otthonról, az ausztriai Sankt Radegund fürdőhelyre, apjával. Innen írta édesanyjának első levelét is. Denis Dille Thematisches Verzeichnis der Jugendwerke Béla Bartóks 1890–1904 (Bartók Béla ifjúkori műveinek tematikus jegyzéke) című német nyelvű kötetében, amely a Magyar Tudományos Akadémia gondozásában látott napvilágot, megtalálhatjuk az első levél fényképmásolatát. Ötödik születésnapján, saját kérésére, anyja zongoraleckéket kezdett adni neki (1886).
A Nagyszentmiklóson szerzett zenei élmények közül kétségkívül nagy hatást gyakorolt rá az apja által vezetett Zene- és Dalegylet 1887. március 26-ai nagy sikerű hangversenye. Az eseményről megemlékezve Bartók Béláné mondta, hogy „ez volt az első alkalom, amikor kisfiunk orchesterzenét hallhatott. Jól emlékszem még, hogy a Semiramis ouvertürjét adták elő, mint első darabot. A vendégek tovább ettek-ittak, de ő azonnal letette az evőeszközt és teljes odaadással hallgatta a zenét, el volt ragadtatva, de méltatlankodva mondta, hogy tudtak a többiek enni, mikor ilyen szép zene szólt.” A Nagyszentmiklósi Közlöny tudósítása szerint a műsoron: Induló, Egyveleg, Keringő Strauss Cigánybárójából, Traviáta Verditől, Magyar népdal-egyveleg, Donizetti Lammermoori Lucia stb. szerepelt. A terített asztalok körül 120-an szórakoztak. Ami a szórakozást és a terített asztalt jelenti, nem kell meglepődnünk, hiszen a vacsora a hangversenyteremként szolgáló vendéglő bérbevételének egyik feltétele volt. Szintén anyjától tudjuk, hogy hétéves korában már „abszolút hallása volt”. Schreyer Viktor a következőket nyilatkozta ezzel kapcsolatban a Temesvári Hírlap egyik munkatársának 1926. november 19-én: „Tud már komponálni is, s bizonyságul bemutatta nekem a Trillereket. Mire én megkérdeztem, hogy hát ez micsoda? A kisfiú pedig ezt válaszolta: A Duna, amint folyik.” Tudjuk, hogy a szóban forgó szerzemény nem azonos a Duna folyásával, de része annak, éppen ezért a kis Bartók jegyzetfüzetében „A Duna folyása, ajánlva mamának, 1890–1894. Szerzemény helye: Nagyszőlős-Nagyvárad Nagyszentmiklós” beírás szerepel.

### Az édesapja halála után

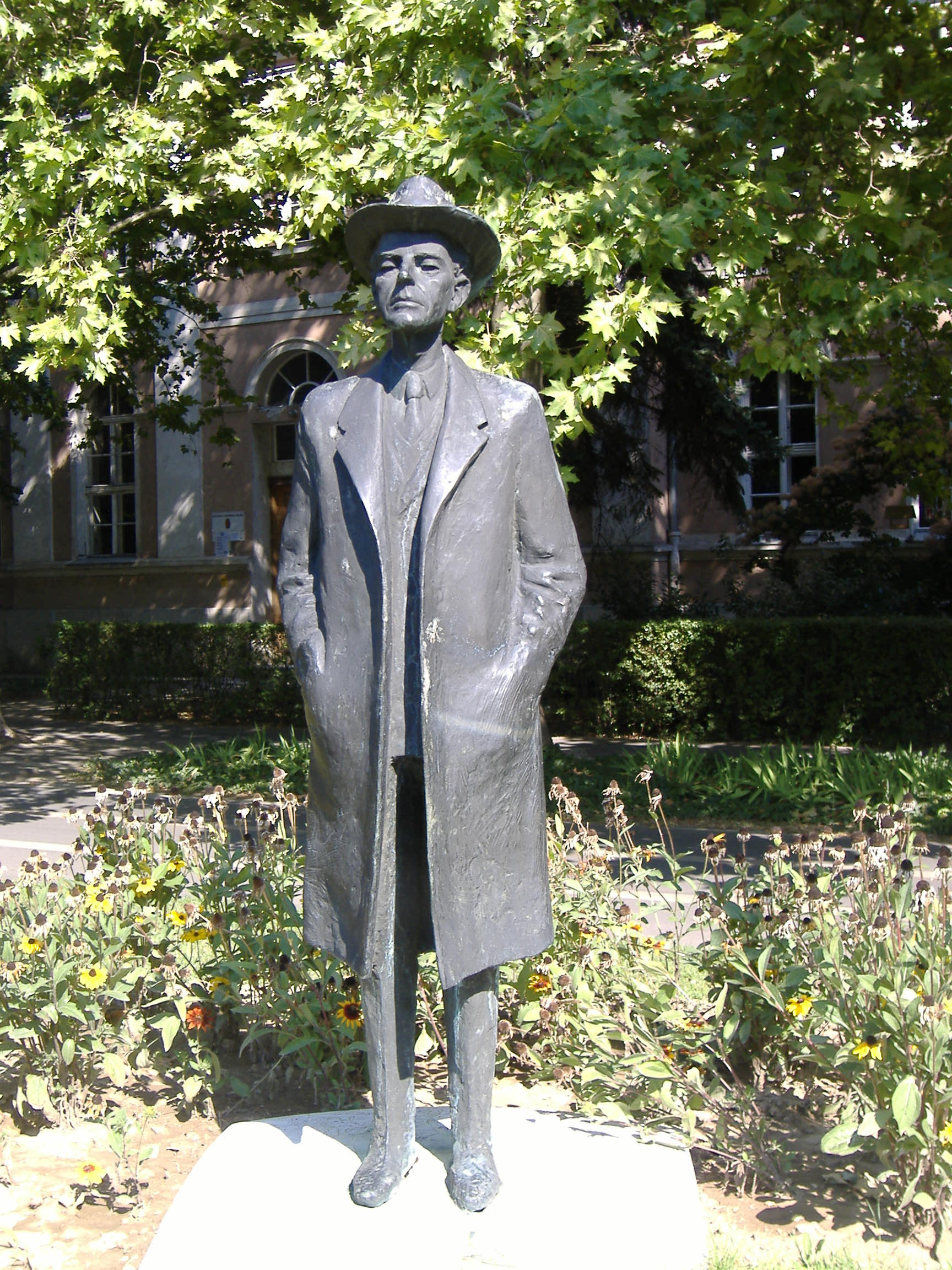
Varga Imre Bartók Béla szobra Makón

Jó tempóban haladt e tanulmányokkal, ám az egész család életére nézve változást hozott édesapja fiatalon, 32 éves korában, 1888. augusztus 4-én bekövetkezett halála. Apja, anyja és bátyja mellé temették a németközségi temetőben. Férje halálát megelőzően Bartókné Voit Paula nem tanított az iskolában, gyermekeit nevelte, és zongoraleckéket adott. Innentől a család fenntartásának gondja reá nehezedett. 1888 őszén hivatalos értesítést kaptak: az igazgatói szolgálati lakást át kell adniuk az utódnak.
Bartókné gyermekeit továbbra is példás nevelésben részesítette, különös pontosságra és rendszeretetre szoktatva őket. A kisfiú gyorsan alkalmazkodott a szerény körülményekhez, az iskolai füzeteket esténként apja nehéz lexikonjai alá rakta, „mert csúnya a füzet, ha szamárfüles” – vallotta be felnőttes komolysággal. A rendszeretet korán beidegződött, második természetévé vált. Így ismerte Bartókot, a művészt mindenki: pedánsnak és rendszeretőnek.
Évenkénti költözés következett: Nagyszentmiklós után Nagyszőlős, Nagyvárad, Pozsony, Beszterce, majd újra, ezúttal már végleg Pozsony. Az állandó mozgás és változás Bartók zenei fejlődésére nem hatott kedvezően, általában nem voltak képességeinek megfelelő tanárai, vagy nem ismerték fel kvalitásait, és rossz jegyekkel minősítették őt. Ennek ellenére egy idő után már komponált is, általában táncdarabokat.
Az édesapa halála után először bérlakásba költöztek „a belvárosba”, a Nistor Oprean és a Gh. Șincai utca sarkán álló épületbe (akkori házszám 1049). Az anya egy évre helyettes tanítói állást vállalt a belvárosi iskolában (az épületben ma az I–IV. osztály tanul), a kis Béla itt fejezte be a IV. osztályt. Az iskolai bejegyzések eltűntek, keveset tudunk a leendő művész iskolás éveiről. Bartókné közben magán-zongoraórákat is vállalt tanítói kötelezettségei mellett. 1889 nyarán a tanítói állásra mást neveztek ki, a zongoraórák pedig nem biztosították a család megélhetését, ezért elköltöztek a kárpátaljai Nagyszőlősre, ahol az anya ismét taníthatott.
A rokonok egy része ezt követően is Nagyszentmiklóson maradt. Bartók Sarolta és Aranka, a két nagynéni, az 1920-as években halt meg, és a család többi tagja mellett nyugszanak a nagyszentmiklósi temetőben. Továbbra is a városhoz kötötték a művész lánytestvérét, Erzsébetet és édesanyját az itt maradt barátok, ismerősök. Bartókék a rokonokon kívül elsősorban a Jurkovics, a Schreyer, a Bayer családdal leveleztek az elkövetkező esztendők során. Az utódok ma is őrzik gyermekkori jegyzetfüzetét, amelyet Nagyszőlősön keltezett először. A több mint száz oldalnyi értékes dokumentum számos utalást tartalmaz az említett kapcsolatok természetét illetően. Itt olvasható a család barátainak névsora, valamint a gyermekkori olvasmányok és szerzemények címe, dátuma. Ismeretes ezeknek a kapcsolatoknak az alakulása is. Az ifjú Bartókot főleg az egykori játszótársak iránti vonzalom fűtötte. Jurkovics Irminek éveken át hosszú levelekben számolt be külföldi hangversenyeiről. A levelek nagy része a második világháborúban elveszett.
Pozsonyban azután, Erkel László kezei alatt, már komolyabb fejlődés következett, Chopin, Liszt művei, valamint Bach Das wohltemperierte Klavierja is repertoárjába került. Egymás után ismerte meg a zeneirodalom klasszikusait, partitúrákat vett és játszott, s hallatlan inspirációt jelentett számára Dohnányi Ernő pozsonyi emléke – Dohnányi Bartók érkezésekor ment Pestre, a Zeneakadémiára tanulni. Ő volt az első, aki Bartók képességeihez mérhető, vagyis konkurens volt. Őt követte akkor is, amikor nem Bécsbe, hanem Pestre utazott, a Zeneakadémián tanulni.
Bartók 1890 körül kezdte első zongoradarabjait komponálni.

### Nagyszentmiklós
A kutatók és életrajzírók viszonylag keveset foglalkoznak Bartók nagyszentmiklósi kapcsolataival. Fontos tudni, hogy Bartók többször megfordult szülővárosában az első világháború előtt és után is. Ide kötötte elhunyt apja iránti, élő emlékezete is. 1903-ban több napot töltött Nagyszentmiklóson barátai meghívására. Április 13-án itt tartotta első nyilvános hangversenyét a Fekete Sas szállodában. A műsor a következő volt: „1. Schumann: Szonáta, fisz-moll, 2. Chopin: a) Nocturne cisz-moll, b) Étude c-moll, c) Ballada g-moll, 3. Bartók Béla: a) Ábránd, b) Etűd bal kézre, 4. a) Schubert: Impromtu esz-dúr, b) Paganini, Liszt: Etűd e-moll, c) Saint-Saëns: Keringő, 5. Liszt: Spanyol rapszódia.”
Előzőleg a rendezőség, pontosabban a Jurkovits lányok számos plakátot helyeztek el a városban, értesítették a környékbeli falvak értelmiségét, s minden tőlük telhetőt megtettek azért, hogy barátjuk bemutatkozó hangversenye igazi társadalmi eseménnyé váljon. Az emlékezetes hangverseny előtti napon újabb közleményt olvashattak a nagyszentmiklósiak a helyi lapban: „Bartók Béla, a nagyhírű zongoraművész, városunk szülötte … hétfőn este tartja meg hangversenyét… A hangverseny iránt a környéken is élénk érdeklődés mutatkozik, amelyet Bartóknak nemcsak kiváló művészete, hanem szülővárosa iránti ama előzékenysége idézett elő, hogy itt tartja nagy körútja előtt első önálló hangversenyét. A művész már szerdán megérkezett városunkba és Bayer Gyula vendégszerető házának a vendége.”
Bartóknak nagy sikere volt. Egy Bösendorfer zongorán játszott, amely hosszú ideig a Bayer család birtokában volt, majd Buziásra, onnan pedig Nagyváradra került. Annyi bizonyos, hogy annak idején Bartók a nevét is beleírta.
Az említett hangversenyre Bartókot anyja és húga is elkísérte. Meglátogatták a földműves iskolát, elmentek a temetőbe is, ahol elidőztek az apa és a többi rokon sírjánál. Ezután Bartók visszatért Budapestre, főiskolai tanulmányainak befejezésére. Innen írta édesanyjának: „…ugyan minek tétének az újságba, hogy én Nagyszentmiklóson játszottam? Há’ ez oly nevezetes esemény?…”
A Felső-Torontál című helyi lap már február 22-én hírül adta a tehetséges zeneművész érkezését. A cikk egyben azt is tanúsítja, hogy szülővárosa zenekedvelői mindvégig nyomon követték a nem mindennapi tehetség addigi pályafutását. A cikk osztrák és más lapokra hivatkozva emlékezik meg Bartók addigi sikereiről. Március 22-én újabb beharangozó foglalkozik a Felső-Torontálban közelgő Bartók-hangversennyel. „Megemlékeztünk már mi is Bartók Béláról, városunk nagy szülöttéről – írja a lap – akkor, midőn egy bécsi hangversenye alkalmával a zeneszakértők érdeklődését a legnagyobb mértékben lekötötte remek játékával.(…) Bartók Béla legközelebb európai körútra indul, hogy művészetét bemutassa a vén Európának. Büszkék lehetnek a nagyszentmiklósiak, hogy Bartók Béla szülővárosa iránt érzett kegyeletből önálló hangversenyeinek sorozatát április 13-án Nagyszentmiklóson kezdi meg.”
Bartók nem szerette a hangos hírverést, s különösen nem tartotta oly nagy eseménynek azt, hogy a család régi barátait zeneesttel ajándékozta meg. Azért mindig szívesen emlékezett vissza a szülőfölddel való találkozásaira.
Visszatért ide 1919-ben. Ekkor itt és a környéken népdalt gyűjtött. Búcsúlátogatására 1926 februárjában került sor, egy romániai hangversenyturnéja alkalmából. Sarolta nénjét és barátait kereste fel. Elidőzött a temetőben apja sírjánál. Nagyszőlősre elkerülve szülőföldjén szerzett élményei nyomán két újabb szerzeményt komponált. Ezeket op. 6 (oláh darab, Oláhos) és A ragedungi visszhang (op. 16) variáció jelzéssel látta el. Bizonyára ezekben is apja iránti tisztelete öltött művészi, zenei formát.
Ötvenedik születésnapja alkalmából a nagyszentmiklósiak ismét felkészültek arra, hogy vendégül lássák Bartókot. Emléktáblát szerettek volna elhelyezni a szülőházán. Nem rajtuk, sem Bartókon nem múlott, hogy a tervezett ünnepségre akkor nem kerülhetett sor.
Bartók Béla utolsó hangversenye Temesvárott, 1936. május másodikán volt, Zathureczky Ede hegedűművész társaságában. (A háborút megelőző hangulat feszültsége miatt a művész lemondott a turné további hangversenyeiről, innen hazautazott.) A temesvári hangversenyen részt vett több nagyszentmiklósi ismerőse is, rokonok az apai ágból. Gyorgyevicsné Putics Natália a következőképpen emlékezett vissza: „Találkoztam Bartókkal. Galambősz fején, szép kékesszürke szemén kívül megragadott egyszerűsége. Közvetlen és rokonszenves volt. Emlékezett rokoni kapcsolatainkra, bár csak a hangverseny szünetében beszélgettünk.”
A temesvári fellépés után Bartókkal még folytak tárgyalások arról, hogy fellépjen Romániában, de az újabb élmény csak álom maradt barátai számára.

### Fiatalkora, zeneszerzői pályájának indulása
1899-ben sikeres felvételit tett a pesti Zeneakadémiára. 1901-től a Zeneakadémia zongora (tanára Thomán István) és zeneszerzés (tanára Koessler János) szakát együtt végezte. Amíg zongoristakarrierje felfelé ívelt, zeneszerzőként sokáig stagnált, s csak Richard Strauss zenéje hatott rá igazán (például az Imígyen szóla Zarathustra 1902-es budapesti bemutatója). Ekkor zongoristaként már egyre inkább a későbbi Bartók jelent meg Európa hangversenytermeiben koncertezve (Berlintől Bécsig), zeneszerzői énje még csak alakult; műveiben egyre inkább az autochton magyar hagyományt kereste, s próbálta ötvözni az európai tradíciókkal. 1903-ban Dohnányitól zongoraórákat vett; ekkor születtek meg erős nemzeti jelleggel bíró (ún. „nacionalista”) művei, többek között a Kossuth-szimfónia. Alkotói pályája azonban akadozott. 1904 nyarán Gerlicepusztán pihent, ahol először találkozott a magyar parasztzenével. Ott-tartózkodása alatt kezdte fokozatosan felfedezni a különbségeket a paraszti népzene és az általa mindaddig népdalnak hitt népies műdal között.
1905-től kezdve egyre több időt szentelt a népzenei gyűjtéseknek, az akkori technika lehetőségeit kihasználva fonográffal járta a falvakat, s e gyűjtéseit egyre tudatosabb tudományos részletességgel dolgozta fel.
1906-ban Kodály Zoltánnal közösen írt Magyar népdalok – énekhangra és zongorára, húsz feldolgozást magába foglaló művével új alkotói korszaka kezdődött el. Ugyanekkor kezdődött el tudósi munkája. Eleinte a magyar, majd a környező népek zenéjét is gyűjtötte, s csakhamar zenéjében is megjelentek ezek a motívumok. 1918-ig mintegy 3500 román és 3200 szlovák dallamot jegyzett le.
1907 januárjától zongoratanár lett a Zeneakadémián, egykori tanárának utódjaként. 1908-ban jelentek meg első, nagyobb lélegzetű művei: I. vonósnégyes, 14 bagatell.

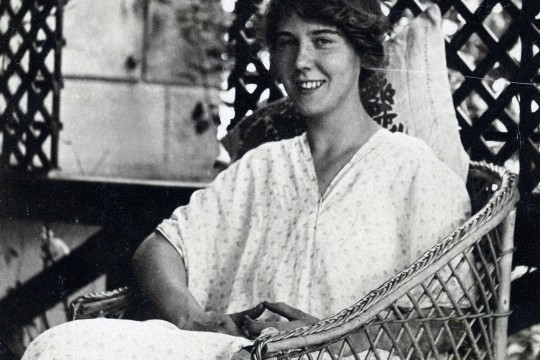
Ziegler Márta

1909. november 16-án Budapesten vette el első feleségét, Ziegler Mártát, akinek a szülei Ziegler Károly (1845–1917) vezérőrnagy és nagyernyei Rudolf(f) Vanda (1859–1946) voltak. Ziegler Károly vezérőrnagy, neje Rudolf(f) Vanda és gyermekei magyar nemességet, családi címert, valamint a "sáromberki" nemesi előnevet szerezték adományban Ferenc József magyar királytól 1910. december 29-én. Az apai nagyszülei dr. Ziegler Károly (1801–1849), marosvásárhelyi főorvos, és báró Gallois Cécile (1818–1885) voltak. Bartók Béláné Ziegler Mártának az apai nagybátyja Ziegler Emil (1846–1897), kolozsvári királyi ítélőtáblai tanácselnök, akinek a fia dr. Ziegler Károly (1872–1938) erdélyi magyar orvos, orvosi szakíró, prózaíró, fordító volt. 1910-ben megszületett Bartók Béla és Ziegler Márta fia, ifj. Bartók Béla.
Zeneszerzői munkáját ekkor még a közönség és a kritikusok részéről erős elutasítás jellemezte. 1911-es operáját, A kékszakállú herceg várát nem is mutatták be. Az erősen individualista, disszonáns hangzások, amelyek mögött egyre erőteljesebb parasztzenei hatások is hallhatók, műveinek egyre jellegzetesebb stílust adtak. Kudarcaiban Kodály állt mellé, ám az általuk életre hívott Új Magyar Zeneegyesület – támogatók híján – képtelen volt fennmaradni. Az első világháború kitörésétől fogva lehangolta Bartókot, magánéleti krízisei mellett ez is újabb és újabb válságkorszakokba sodorta. Művei egyre radikálisabb hangvételűek lettek, 1918 és 1923 közötti alkotásai már a szabad tizenkétfokúsághoz (dodekafónia) és az expresszionista kifejezésmódhoz közelítettek.
1911-től 1920-ig Rákoshegyen élt és alkotott. Egykori lakóháza ma a Rákoshegyi Bartók Zeneháznak ad otthont.
1913-ra tehető első, „egzotikusabb gyűjtése”: Biskra, Észak-Afrika. 1915-ben megtört háromévi hallgatása: újra komponált – főleg román népzenei ihletésre. 1916-ban keletkezett A fából faragott királyfi, illetve a II. vonósnégyes. Első nagyobb sikereit – mint zeneszerző – is ekkor aratta: 1917. május 12-én A fából faragott királyfit, rá egy évre, 1918. május 24-én A kékszakállú herceg várát mutatták be az Operában.

### Két háború között

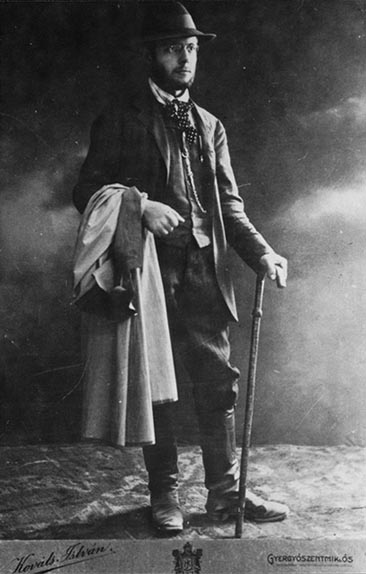
Bartók Béla Csík megyei vándorútján

A történelmi események folyamatosan hatással voltak Bartók életére. Mind az első világháború kitörése, majd Magyarország veresége, mind a magyarországi Tanácsköztársaság is megjelent az alkotó és művész Bartók mindennapjaiban; a kommün idején a Zenei Direktóriumban vett részt, de hamarosan visszavonult. A csodálatos mandarin befejezése erre az időszakra tehető. 1920 elején kivándorlási terveket fontolgatott, de végül a maradás mellett döntött. 1921-ben írta meg A magyar népdalról című monográfiáját.

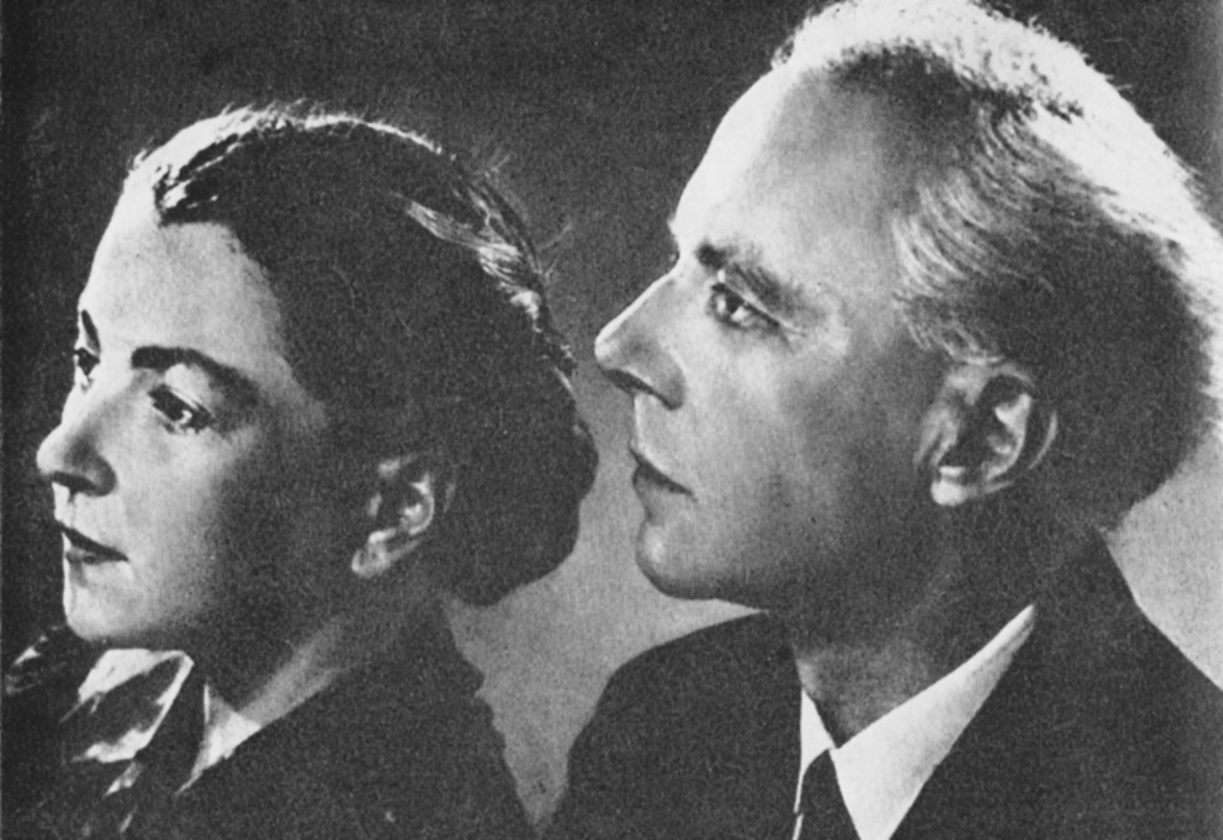
Bartók és felesége, Pásztory Ditta

A húszas évek elejétől újra sűrűn koncertezett, negyvenedik születésnapja alkalmából a nemzetközi szaksajtó is részletesen foglalkozott vele, 1923-ban pedig Budapest egyesítésének ötvenedik évfordulójára a város darabot rendelt tőle: megszületett a Táncszvit. Külföldi koncertjein többek között megismerkedett Igor Stravinskyval, Maurice Ravellel és Karol Szymanowskival is, valamint egyre többször jelent meg a színpadon saját műveivel. Anglia, Hollandia és elsősorban Németország voltak utazásainak legfőbb állomásai, de a húszas évek végén előbb az Egyesült Államokba, majd a Szovjetunióba is eljutott. 1923-ban szinte egyik napról a másikra elvált Ziegler Mártától, majd 1923. augusztus 28-án Budapesten egyik tanítványát, a rimaszombati születésű Pásztory Dittát (Pásztory Gyula és Petrovics Kornélia lányát) vette feleségül. Fiuk, Bartók Péter 1924-ben született. Bartók Béla kezdetben a római katolikus vallást gyakorolta, később, miután elfordult eredeti vallásától, az unitárius vallásra tért át; a budapesti unitárius egyházközség presbitere is volt.
1925-ben újabb szerzői csend következett; de koncerteket tartott Prágában, Olaszországban. 1926 nyarától új, igen aktív alkotói korszaka következett, rendkívül sok zongoradarabja született ez idő tájt. (1. zongoraverseny, Szonáta, Szabadban stb.), zenéjének egyik rendező elve újra az egyre erősebb tonalitás, melyet népi hangsorok használatával és kromatikussá tételével egészített ki. Ritmikája motorikusabbá vált, műveinek polifon jellege erősödött, az ütőhangszerek szerepe megnőtt, s feltűnt egy később meghatározó forma: a híd forma, amely egy öttételes mű középső tételét magként, további tételeit párhuzamos hídelemekként kezeli. További fő művei ebből a korszakból: 1927: III. vonósnégyes, 1928: IV. vonósnégyes, közben koncertezett Amerikában, illetve 1929-ben a Szovjetunióban, mialatt a Húsz magyar népdalt komponálta. 1931-ben, a II. zongoraversennyel zárult le ez az alkotói korszak. 1930-ban Corvin-koszorú kitüntetésben részesült, amelynek átadásán nem jelent meg, de később a díj a birtokába jutott.

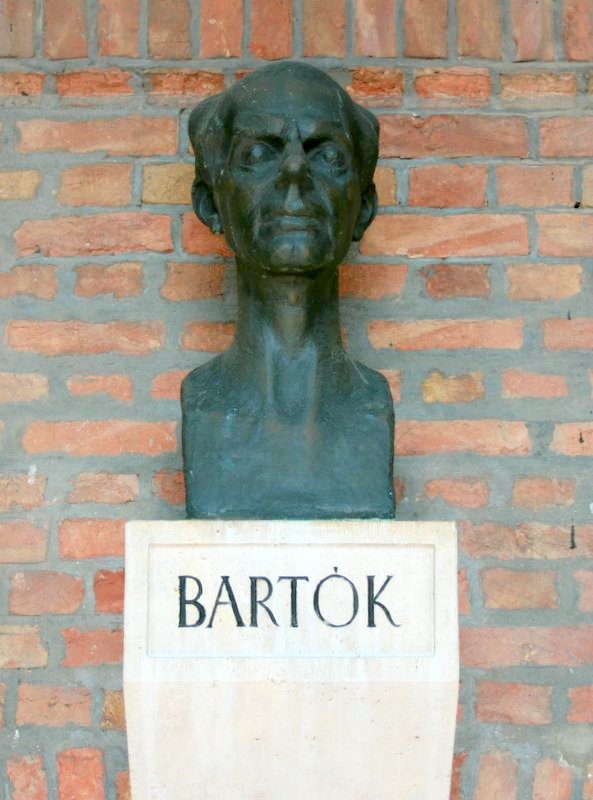
Makrisz Agamemnon: Bartók Béla mellszobra Szegeden

1932-ben a kairói arab zenei kongresszuson vett részt, ahol zenét is gyűjtött. A Mikrokozmosz tervéről ekkor beszélt először. 1934-ben megkomponálta az V. vonósnégyest. Mindeközben folyamatosan rendezte a háború előtt gyűjtött népzenei anyagait. Munkáját 1935-től már mint a Magyar Tudományos Akadémia tagja végezhette. Zenéjében mind a magyar, mind a környező népek népzenéje jelen volt, sokszor programatikusan is, így készült el a Cantata Profana is, első (végül is egyetlen) részeként egy nagyszabású ciklusnak, amely e népek zenéit és kultúráját mutatta volna be.
Ezzel egy időben erősödött fel újra tudományos munkássága, publicisztikai tevékenysége, előadásokat tartott Európa számos nagyvárosában (például Frankfurt, Bécs, Stockholm, Hága, Budapest), írásai jelentek meg jelentős szaklapokban. Zeneszerzőként már csak megrendelésre dolgozott. Tudományos munkájaként 1940-ig az MTA 13 000 tételből álló teljes magyar anyagát újrahallgatta, revideálta, s előkészítette a magyar népzenei gyűjtemény kiadását, munkája nyomán készültek magyar népzenei lemezfelvételek.
1936 fontos év a pályájában, mondhatni annak csúcsa: ekkor vált véglegesen a Magyar Tudományos Akadémia tagjává. Novemberben Törökországban járt, ahol hangversenyeket, illetve előadásokat tartott, mintát gyűjtött. Ebben az évben komponálta Paul Sacher felkérésére (a Bázeli Kamarazenekar megalakulásának 10. évfordulójára) Zene húros hangszerekre, ütőkre és cselesztára című művét, 1937-ben a Szonáta két zongorára és ütőhangszerekre című opuszát.
1934 után írott műveire erős klasszicizálódó hangvétel volt jellemző. Művészete egyre tisztult, s került közel egy ideális emberi-erkölcsi-racionális rendhez, amely kora világával szemben állt. Zenéjében egyre gyakrabban kapcsolódott egybe a klasszikusok hagyománya és a paraszti népzene. Hídszerű, tükörelv szerinti művei éppúgy születtek ekkor, mint klasszikus szonátaforma szerintiek. Művészetének ezt az irányát „zseniális egyszerűség”-nek nevezte el, a Divertimento e korszak összefoglalásának is tekinthető. A Svájcban írott mű Bartók utolsó életszakaszának bevezetése.
1938 – Anschluss. A hosszabb időre történő elutazás gondolata újra felmerült Bartókban, ezért kéziratait 1939-ben Svájcba menekítette, illetve kilépett az osztrák zeneszerzői egyesületből. A Kontrasztok, illetve a II. hegedűverseny ebből az évből származik. 1939-ben írta a Divertimentót Paul Sachernak, illetve a VI. vonósnégyest.

### Amerikai tartózkodása, utolsó évei
1938-tól kezdődően, a nemzetiszocializmus európai és magyar felerősödésével párhuzamosan erősödött fel benne újra a kivándorlás gondolata. 1939 decemberében meghalt édesanyja, akivel mindaddig nagyon szoros kapcsolatban állt, így 1940 tavaszán, amerikai hangversenykörútján végleg elhatározta, hogy hosszabb időre az Egyesült Államokba utazik. Október 8-án Ferencsik Jánossal lépett fel utoljára Budapesten, négy nappal később elutazott. Október 20-án Lisszabonban hajóra szállt, és ideiglenesen az Egyesült Államokban telepedett le, azonban soha nem kért amerikai állampolgárságot, mindvégig magyar állampolgár maradt, mert később haza szeretett volna térni. 1940 októberében keltezett végakarata szerint: „Mindaddig, amíg a budapesti volt Oktogon-tér és a volt Körönd azoknak az embereknek a nevéről van elnevezve, akikéről jelenleg van, továbbá mindaddig, amíg Magyarországon erről a két emberről elnevezett tér vagy utca van, vagy lesz, rólam az országban ne nevezzenek el sem teret, sem utcát, sem nyilvános épületet; velem kapcsolatban emléktáblát mindaddig ne helyezzenek el nyilvános helyen.”

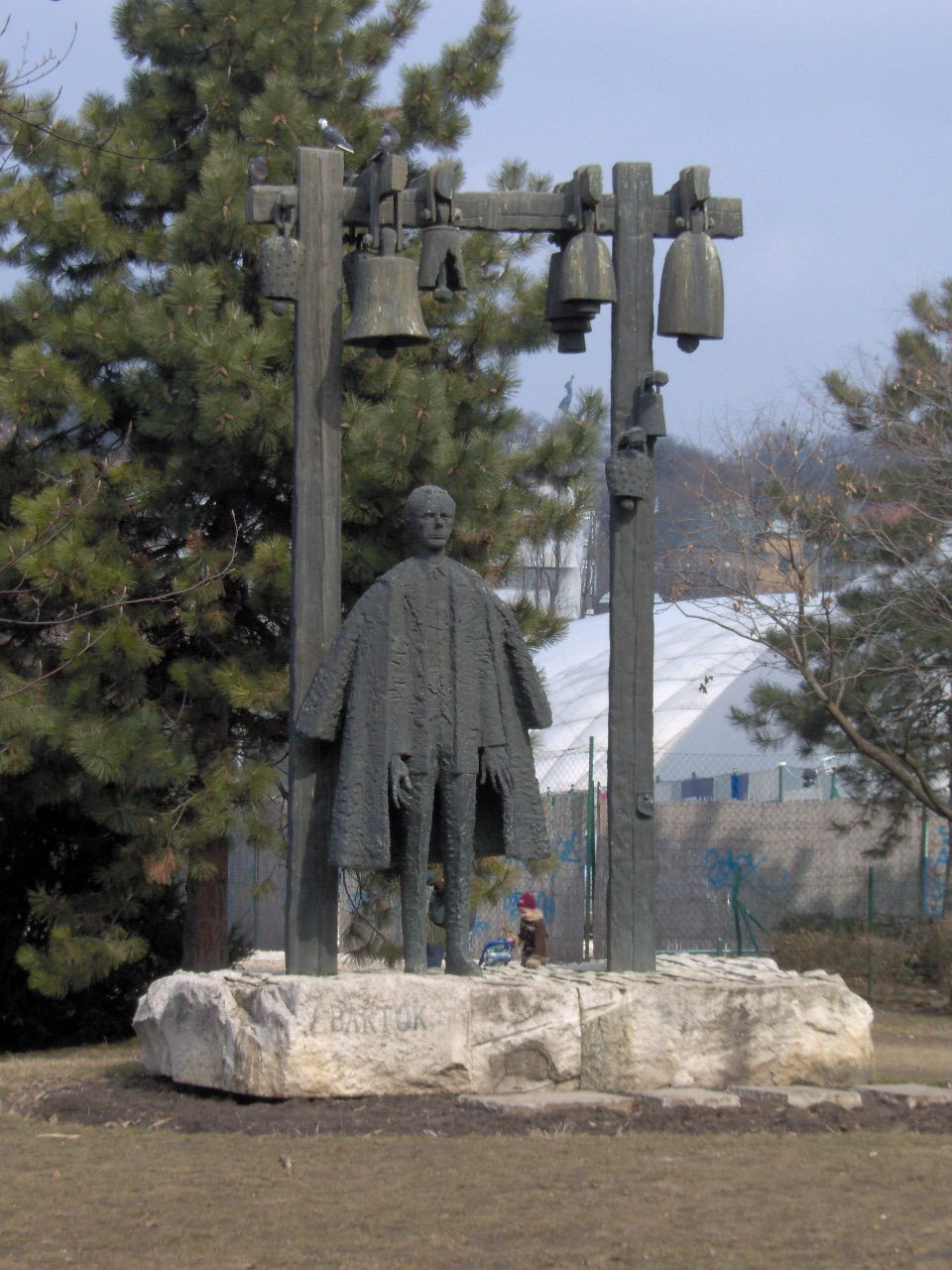
Somogyi József szobra a zeneszerzőről az újbudai Bartók Béla úton, a Feneketlen-tónál

Amerikában főként a tudományos munkáit próbálta végezni (délszláv népzene rendezésével foglalkozott, Columbia Egyetem: Parry-gyüjtemény). Anyagi helyzete folyamatos munkavégzésre kényszerítette, koncertezni csak ritkán tudott. 1941 márciusában, a Columbia Egyetemen a délszláv népzenéről tartott előadást, nem sokkal később az egyetem díszdoktorává avatta. 1943-ban a Harvard Egyetemen tartott előadássorozatot az új magyar zene kérdéseiről, de három alkalom után egészségi állapota összeomlott. 1942 áprilisa óta küzdött leukémiájával, kórházi kezelésének költségeit az amerikai zeneszerző egyesület fizette.
1942-ben Péter fia is kijutott az Egyesült Államokba, majd besorozták a haditengerészetbe, ahol a Panama-csatornánál teljesített szolgálatot. Béla fia feleségével együtt Magyarországon maradt, hasonlóan cselekedett első felesége (válásuk után is igen jó kapcsolatot ápoltak), illetve barátja, Kodály Zoltán.
1943 májusában, betegágyán Serge Koussevitzkytől, a Bostoni Filharmonikusok vezetőjétől új zenekari mű megírására kapott megrendelést. Utolsó alkotói korszakának első darabjaként néhány hónap alatt megírta a Concertót. Egészségi állapota lassan javult, új művek születtek, de a Columbia Egyetem ajánlatát munkája újrafelvételére már nem vállalta el. A nyarat Saranac Lake-en töltötte, itt találkozott Yehudi Menuhinnal, aki a Szonáta szóló hegedűre című kompozíciót rendelte tőle.
1945 nyarán három új művet tervezett: a III. zongoraverseny felesége számára, ez a hangszerelés utolsó 17 üteme kivételével elkészült, a Brácsaverseny azonban csak vázlataiban, a 7. vonósnégyes egyáltalán nem. A befejezetlen műveket később tanítványa, Serly Tibor fejezte be.
Hosszas betegeskedés után 1945. szeptember 26-án hunyt el. Temetésén, amely a hartsdale-i Ferncliff Cemeteryben zajlott, mindössze tíz ember vett részt: felesége, Péter fia, dr. Bátor nevű ügyvédje és neje, Serly Tibor és felesége, Paul Henry Lang zenetudós, Kecskeméti Pál és felesége, akik ugyanabban a házban laktak, mint Bartók, és Sándor György zongoraművész.

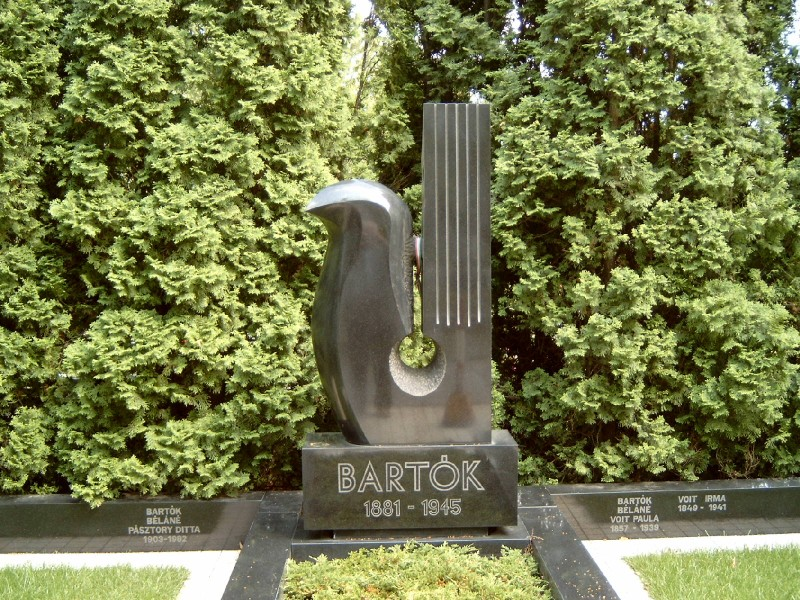
Bartók Béla és családjának síremléke Budapesten. Borsos Miklós alkotása. Farkasréti temető: 60/1-főút-9/12.

Földi maradványait 1988-ban, országos médiafigyelem közepette két fia hozta haza, s helyezték örök nyugalomra Budapesten, a Farkasréti temetőben. A koporsót Hegyeshalomban Czibere Tibor művelődésügyi miniszter fogadta, a fővárosba vezető út mentén a lakosok díszőrséget álltak.

## A népdalgyűjtések
Főiskolai tanulmányait befejezve, Bartók Bélát egyre többet foglalkoztatta a népzene. 1906 nyarán már módszeresen gyűjtötte a magyar népdalt, s nemsokára Erdélyben találkozott ősi rétegeivel is. 1909 nyarán román népzenét gyűjtött Belényes környékén, Buşiţia János tanár társaságában. Többször megfordult ebben az időben szülőföldjén is. Nemcsak nyaralni jött Nagyszentmiklósra. Szívesen felkereste a Vidám román nevű vendéglőt (a mai Babeș utcában volt), ahol a Bias-féle zenekart hallgatta. A legszebb dalokat többször is megismételtette a zenészekkel. 1910. január 9-én már gyűjtési szándékról számolt be Buşiţia Jánosnak levélben: „…a gyűjtésre vonatkozólag nagyszabású terveim vannak. Egyelőre "csak" Lippa, ismét Mezőség, Bánffyhunyad, Torda, északi Csík (és) N.szt.-Miklós van előjegyezve. Azt hiszem eredménnyel járok.”
Valóban elkezdte kutatásait 1910 januárjában Nagyszentmiklóson és környékén. Főleg kolindákat gyűjtött. Például a Pe un picior de plai, Noi nu umblăm să colindăm, Colo sus la Rusaline, Sfinţiţi noua navoade kezdetűket a helyi tollfosztó üzem (a mai Saguna utcában volt) lányai – többek között Maria B és Bibolar és Sofia Pastiu – énekeltek neki. A dalokat Bartók fonográfra vette.
Bartók, aki hat magyar népdalt is feldolgozott szülőföldje értékei közül, 1912-ben ismét visszatért a bánáti falvakba, s hol gyalog, hol szekéren járta a vidéket fonográfjával. Márciusban Bégamonostor, Temesmurány és Temesszécsény helységeket látogatta meg. Bégamonostoron Lina Trandafir és egy férfi dalait rögzítette. Temesmurányban Ion Buzdugan és Ion Oniga kolindáit (Merge Ilona la fântâna, Capu calului stb.) őrizte meg. Novemberben Nagyszentmiklós környéki falvakat keresett fel. Egresen tizennégy, Sárafalván tizenhárom kolindát gyűjtött, Valkányon újabb hármat jegyzett fel. Decemberben Dentán és Tolvádon (régen Tolvadia) gyűjtött, eredményeiről a következőképpen számolt be belényesi barátjának: „Kedves Tanár Úr! Szíves soraira régebben akartam válaszolni és megírni, mennyi értékes dolgot találtam Torontálban. Most pedig egy éppen ezzel kapcsolatos kérés (megint kérés) szükségessége legyőzi levélírói lustaságomat. Kiderült, hogy a Délvidék különös egy fészke a balladáknak. Már itt-ott felbukkant fiataloknál is egy-egy ballada, míg végre Petrovaselón (tiszta román falu, mégis szerb neve van), egy öreg bakter egyszeribe hét hosszú balladát diktált, úgy, mintha olvasta volna. Két és fél óra hosszat jegyeztem egyfolytában, már alig győztem és az öreg csak rendületlenül diktált (…) Egy hónap múlva rendbe lesz a torontáli kötet anyaga.” Bartók Béla levelei, Új dokumentumok, Bp, 1971. 24. o.
1913 februárjában felkereste Mezőzsadány és Csanád községet. Az előbbiben Atanase Solmosan, Csanádon pedig Jula Tanei kolindáit, összesen tizenegyet vett fel fonográfra. Az akkori Torontál és Temes megye tizenegy településén összesen 68 kolindát jegyzett le.
Az 1912–1913. évi gyűjtése alkalmával ismét meglátogatta a Nagyszentmiklóson élő nagynénjeit – emlékeztek vissza 1952-ben a Bartók család távoli rokonai. Schüsslerék szerint Bartók Sarolta az első világháborút megelőző években többször beszélt nekik Bartók Béla ajándékáról: egy növény- és maggyűjteményről. Kiriachoz, bukaresti ismerőséhez írott levelében (1913. március 31-ei keltezés) Bartók ugyancsak az itt végzett gyűjtőmunka eredményeiről számol be: „Mivel foglalkozott Ön a hosszú tél folyamán? Gyűjtött-e dalokat? Én meglehetősen szorgalmas voltam. Háromszor utaztam a Bánátba ahol kb. 400 dalt és táncot gyűjtöttem, köztük sokat hosszú és értékes ballada szövegével. Mindezt az anyagot már el is rendeztem.” Bartók Béla levelei magyar, román, szlovák dokumentumok, I. rész, Viorel Cosma gyűjtése, Budapest, 1955, 47. o..

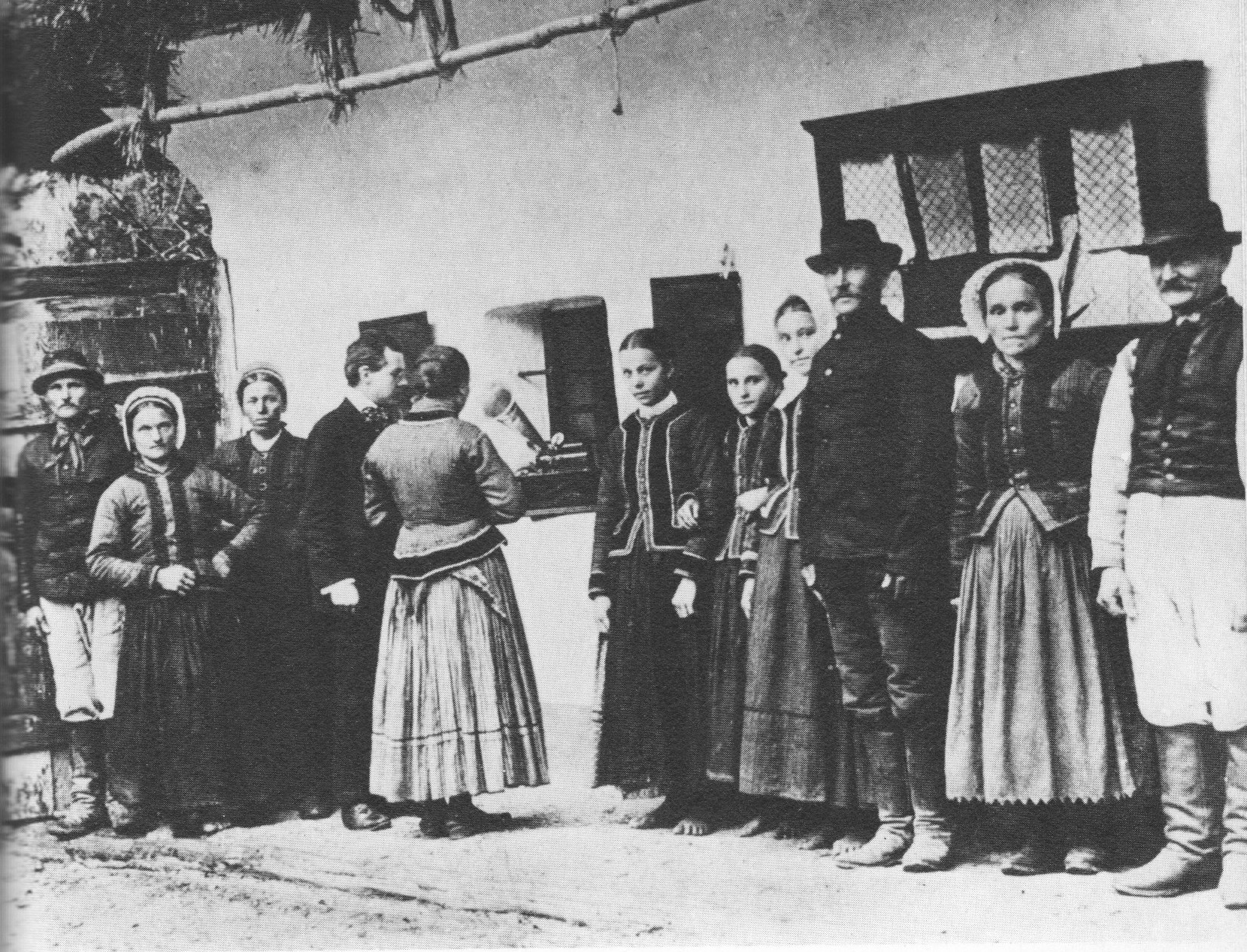
Bartók népzenegyűjtés közben (1908)

Bartók az első világháború éveiben, majd az azt követő időszakban többször megfordult szülőföldjén, több hangversenyt is tartott. Benkő András 38 hasonló alkalomról ír Bartók Béla romániai hangversenyei című művében. Temesváron 1924. március 21-én hangversenyezett. Másnap, tehát 22-én, Nagyszentmiklóson is járt. Innen Lugosra utazott, ahol szintén hangversenyezett. 1924-ben, amikor ismét fellépett Temesváron, már nem volt ideje elutazni szülővárosába, de nagyszentmiklósiakkal ekkor is találkozott. Utoljára 1926-ban fordult meg az Aranka-parti városban romániai turnéja alkalmából. Ekkor felkereste a család több régi barátját, többek között Kriegner Béla kereskedőt is. „Lányom az üzlet ajtaja előtt állott, – mesélte – midőn észrevette, hogy a szemközti gimnázium épülete előtt valaki hosszan nézi az Eminescu-szobrot, majd megáll a volt Jurkovits-ház előtt. Ezután átjött az utca másik oldalára. Engem keresett. Rögtön felismertem Bélát. Elbeszélgettünk hangversenyeiről, érdeklődött, hogy gyerekeim ismerik-e a zenét. Innen átment Sári néninkhez. Sári néni már várta unokaöccsét. Együtt mentek el a temetőbe, majd egy körséta során felkeresték a volt földművesiskola épületét is.” A következő évben, 1927-ben, Bartók Sára óvónő elköltözött az élők sorából. Temetésén ismerősei vettek részt.
Bartók népdalgyűjtő munkássága kihatott a modern populáris zenére is, a kínai popzenét forradalmasító Wang Lee-hom Bartók példáját követve indult el Kínában élő kisebbségek zenéjét kutatni, és építette be azok elemeit és hangszereit a dalaiba.

## Zenéje
Bartók kezdetben a klasszicista és a romantikus zene jellegzetességeit sajátította el, ami nem véletlen, hiszen környezetében a zene ezen irányaival találkozhatott. Később – az 1896-os millenniumi ünnepségek és a fellángoló magyar nacionalizmus hatására – zenéjét hazafiasságának kifejezésére használta. Ebben az időben ismerkedett meg Richard Strauss merészen új zenéjével, ami nagy hatással volt pályafutásának korai szakaszára. Ezen hatások szép eredményei többek közt a Pósa-dalok 1902-ben, illetve a Kossuth-szimfónia 1903-ban (az utóbbi esetében ugyan a mérleg a hazafias érzés felé billen, de Strauss programzenéjének hatása egyértelműen kimutatható rajta). Ugyancsak Strauss virtuóz hangszerelési technikáját használta az I. szvitben (1905) is. Amikor túljutott Strauss hatásán, Liszt Ferencre, neki is a kései, akkor még alig ismert és még kevésbé méltányolt műveire figyelt fel, és tudatosan vállalta ennek a hagyománynak folytatását.
Folklórkutatásai következményeként a népzenei nyelv teljesen beleépült zenéjébe, és nem csak azokba a műveibe, amelyekben kifejezetten a népzene van előtérben (értsd: népdalfeldolgozások stb.).
Az 1920-as években újabb hatások érték művészetét, időben egymástól több századra lévő, stilisztikailag is homlokegyenest ellentmondó stílusok: egyfelől Arnold Schönberg és Igor Stravinsky újításaival (atonalitás, dodekafónia stb.), másfelől fokozott érdeklődéssel tanulmányozta és interpretálta a francia és az olasz barokk zongoramuzsikát (megjegyzendő, hogy sok darabot átdolgozott modern zongorára, illetve mindegyik darabot ellátta ujjrenddel, előadási jelekkel). Bartók úgy jellemezte ezt az időszakot, hogy fejlődése következetesen egy irányban haladt, és 1926-tól kezdve művei kontrapunktikusabbak, ugyanakkor pedig egyszerűbbek lettek.
Gondolkodásmódja egyre inkább a humanista törekvésekkel lett rokon. Erre szép példa a Cantata Profana „csak tiszta forrásból” merítése. Másik lehetőségét a falusi nép és a természet közelségétől remélte, azonban a politikai problémák egyre sűrűsödtek, kitört a második világháború; ennek ellenére Bartók egyáltalán nem szakadt el humanista eszméitől, sőt még jobban felerősödött benne. A lét elviselhetetlenné vált itthon és a hazájától távol is. Kései művei, a II. hegedűverseny, a Zenekari Concerto és a III. zongoraverseny alkotója előtt már megvilágosodott az ember jövőjének reményteljes távlata, amelyet csodálatosan karcsú és nemes dallamosságával, formáinak klasszikus arányaival és egy Johann Sebastian Bach mélységes hitével járt be.

## Hatása a második világháború utáni zeneszerző-nemzedékre
Meglepő, de Bartók kiválása a zenei életből nem volt olyan jelentős esemény, mivel egyrészt nemigen tanított zeneszerzést, másrészt közel sem volt akkora követőtábora, mint Kodály Zoltánnak. Csak megkésve jutottak el Magyarországra Bartók utolsó, összefoglaló, s emiatt új iskola teremtésére már nem alkalmas művei, ezenkívül az 1949-ben elhatalmasodó, esztétikai értelemben is rendkívül gondolatszűkítő sztálinizmus a Bartók-életmű jelentős részét – érthetetlennek és formalistának bélyegezve – elvetette, sőt megismerését és követését tiltotta. Talán ez az oka, hogy mégis keresett lett Bartók zenéje, 1950 körül az akkor legfiatalabb szerzők, akikből később nagy komponisták lettek, mint Ligeti György vagy Járdányi Pál, már ezekben az években Bartók-hatású műveket írtak (Ligeti a Musica Ricercata, 6 bagatell fúvósötösre című opuszát, Járdányi I. vonósnégyesét).
Zeneszerzőink az 1955–1956-os kultúrpolitikai fordulat után, tehát legalább tízéves késéssel, fedezték fel maguknak nagyrészt – műveikben is nyíltan vállalva – Bartókot.
A késés más értelemben is megmutatkozott. 1945 után úgy tűnt, hogy Kodály Zoltán (aki pedagógusként sokkal jelentősebb személy volt, mint Bartók) eszméi, valamint a tanítványok immár évtizedes munkálkodása és a Kodály által életre hívott kórusmozgalom ugyancsak jelentős eredményei révén mehet végbe a nép felszabadulása. Ez részben be is következett, igaz, kapkodón, és egy másik, jóval merevebb és szűkebb látókörű terv eredményeként. Kodály viszont száz évre tervezett, mert tudta, hogy a nép nevelődését nem lehet határozatokkal egyik napról a másikra elintézni.
Kodály hatása viszont hosszú távon nem érvényesülhetett, ugyanis, bár kora modern zenei nyelvétől nem szakadt el feltűnően, zeneszerzői pályafutásának zenitjén bizonyos, a magyar zenetörténet hiányos természetéből fakadó történelmi „késéseket” pótolt (a Háry Jánossal az elmaradt Singspiel tradíciót, a Psalmus Hungaricusszal a hiányzó barokk oratóriumot, a kórusművekkel a Magyarországon mostoha sorsú vokális polifóniát stb.). Tehát a fiatalok számára Kodály művészete nem jelentett előrelépést, ellentétben Bartók zenéjével.
Az 1956-os forradalom, s az ezt követő, lassacskán puhuló diktatúra a rendszer keretein belül, saját jól felfogott érdekében olyan, olykor meglepően engedékeny kultúrpolitikát hívott életre, amely szellemi felszabadulást hozott a magyar zene történetében. Ekkor történt meg a személyi kultusz idején nemkívánatosnak tartott Bartók-művek, például A csodálatos mandarin (amelyet egy 1945-ös bemutatási kísérlettől eltekintve csak 1956-tól játszottak, s fogadtak el hivatalosan) rehabilitálása, nem kis mértékben Lendvai Ernő iskolateremtő elemzései alapján.

## Művei
Műveinek teljes jegyzékét Szőllősy András zenetörténész állította össze, így Bartók kompozícióit Szőllősy-jegyzékszámmal határozzák meg. Az újabb BB-számozás előkészületben van.
Bartók Béla műveit pályája kezdetétől az Anschlussig az osztrák Universal Edition adta ki, 1939 óta a Boosey & Hawkes kiadó birtokolja a teljes Bartók-életmű kiadási jogait.

### Főbb művei

#### Színpadi művek
- 1911: A kékszakállú herceg vára. Opera egy felvonásban, ősbemutatója 1918-ban.
- 1914–1916: A fából faragott királyfi. Balett, bemutatója 1917-ben.
- 1918–1919: A csodálatos mandarin. Balett, bemutatója 1926-ban.

#### Zenekari művek
- 1904: Rapszódia és Scherzo zongorára és zenekarra
- 1905: Első és második szvit
- 1923: Táncszvit
- 1936: Zene húros hangszerekre, ütőkre és cselesztára
- 1939: Divertimento vonószenekarra
- 1943: Concerto zenekarra

#### Versenyművek
- 1907–1908: I. hegedűverseny, ősbemutatója 1958-ban
- 1926: I. zongoraverseny
- 1930–1931: II. zongoraverseny
- 1937–1938: II., vagy „Nagy” hegedűverseny
- 1945: III. zongoraverseny
- 1945: Brácsaverseny

#### Kamarazene
- 1908: I. vonósnégyes
- 1917: II. vonósnégyes
- 1921: I. hegedű-zongoraszonáta
- 1922: II. hegedű-zongoraszonáta
- 1927: III. vonósnégyes
- 1928: IV. vonósnégyes
- 1928: I. rapszódia (hegedű-zongora; átirat: gordonka-zongora, illetve hegedű-zenekar), II. rapszódia (átdolgozása 1944, hegedű-zongora; átirat: hegedű-zenekar)
- 1931: 44 duó két hegedűre
- 1934: V. vonósnégyes
- 1937: Szonáta két zongorára és ütőhangszerekre
- 1938: Kontrasztok hegedűre, klarinétra és zongorára
- 1939: VI. vonósnégyes
- 1944: Szólószonáta hegedűre

#### Zongoraművek
- 1908: 14 bagatell
- 1908: Gyermekeknek
- 1911: Allegro Barbaro ( Allegro Barbaro BB.63 / Sz.49 (audio + sheet music) [Thurzó Zoltán])
- 1913: 18 könnyű darab
- 1915: Román népi táncok (Romanian Folk Dances (from Hungary) Sz. 56 / BB 68 (audio + sheet music) [Thurzó Zoltán])
- 1926: Kilenc kis zongoradarab
- 1926: Szabadban
- 1926: Szonáta zongorára
- 1933: Három rondó
- 1926–1937: Mikrokozmosz

#### Vokális művek
- 1898: Dalok zongorakísérettel
- 1912: 4 régi magyar népdal vegyeskórusra
- 1917: 4 Tót népdal vegyeskarra, zongorakísérettel
- 1930: Cantata Profana dupla kórusra, szólistákra és zenekarra
- 1935: Régi időkből háromszólamú vegyeskarra
- 1936–1937: Gyermek- és nőikarok
- 1967-1975: Rumanian Folk Music, posztumusz kiadás

## Főbb írásai, kötetek, szövegkiadások

### 1945-ig
- 1906: Magyar népdalok – Kodállyal közösen
- 1913: Cântece poporale româneşti din comitatul Bihor, Ungaria (Román népdalok Bihar megyéből), Bukarest
- 1923: A máramarosi románok népzenéje
- Népdalok, közzéteszik Bartók Béla, Kodály Zoltán; Népies Irodalmi Társaság; Rózsavölgyi, Budapest, 1923, (Erdélyi magyarság)
- 1924: A magyar népdal, Rózsavölgyi, Budapest
- 1934: Népzenénk és a szomszéd népek zenéje, 127 dallammal, Somló Béla, Budapest, (Népszerű zenefüzetek)
- 1936: Miért és hogyan gyűjtsünk népzenét?, Somló Béla, Budapest, (Népszerű zenefüzetek)
- 1935: Melodien der rumänischen Colinde (A román kolindák dallamai), Universal Edition, Bécs

### 1945 után
- Önéletrajz. Írások a zenéről; Egyetemi Ny., Budapest, 1946 (Az Egyetemi Nyomda kis tanulmányai)
- Önéletrajz. Írások a zenéről; tan. Demény János; Egyetemi Ny., Budapest, 1946
- Bartók Béla. Levelek, fényképek, kéziratok, kották; összegyűjt., sajtó alá rend. Demény János; Független Ny., Budapest, 1948 (A Magyar Művészeti Tanács könyvei)
- Bartók Béla válogatott zenei írásai; összeáll. Szőllősy András, bev., jegyz. Szabolcsi Bence; Magyar Kórus, Budapest, 1948 (A zenetörténet kézikönyvei)
- Bartók Béla levelei. Az utolsó két év gyűjtése; összegyűjt., sajtó alá rend. Demény János, előszó Mihály András, ford. Demény Jánosné Benedict Edna; Művelt Nép, Budapest, 1951
- Béla Bartók – Albert B. Lord, Serbo-Croatian Folk Songs; Columbia University Press, New York, 1951
- Bartók Béla levelei. 3. köt. Magyar, román, szlovák dokumentumok. Gyűjtési idő: 1951–1954; szerk. Demény János, ford. Demény Jánosné Benedict Edna; Zeneműkiadó, Budapest, 1955
- Bartók Béla válogatott írásai; összegyűjt., sajtó alá rend. Szőllősy András; Művelt Nép, Budapest, 1956
- Bartók-breviárium. Levelek – írások – dokumentumok; összeáll. Ujfalussy József; Zeneműkiadó, Budapest, 1958
- Béla Bartók, Slovenské ľudové piesne, 3 kötet, közr. Alica Elschekova, Oskár Elschek, Jozef Kresánek; Pozsony, 1959, 1970, 2007
- Bartók Béla összegyűjtött írásai. 1.; sajtó alá rend. Szőllősy András; Zeneműkiadó, Budapest, 1966
- Béla Bartók, Rumanian Folk Music, 5 kötet, közr. Benjamin Suchoff; The Hague, 1967 (1–3. köt.), 1975 (4–5. köt.)
- Bartók Béla levelei 4. köt. Új dokumentumok 1955–1965; szerk. Demény János, ford. D. Benedict Edna; Zeneműkiadó, Budapest, 1971
- 99 Bartók-levél; bev., vál. László Ferenc, ford. D. Benedict Edna, jegyz. Demény János; Kriterion, Bukarest 1974 (Téka)
- Bartók Béla levelei; szerk. Demény János, közrem. Gombocz Istvánné; ford. D. Benedict Edna; Zeneműkiadó, Budapest, 1976
- Béla Bartók – Albert B. Lord, Yugoslav Folk Music, 4 kötet, közr. Benjamin Suchoff; State University of New York Press, New York, 1978
- Bartók Béla 1881–1945; vál. Nyerges András; Kossuth, Budapest, 1981
- A népzenéről; előszó, jegyz. Szigethy Gábor; Magvető, Budapest, 1981 (Gondolkodó magyarok)
- Bartók Béla családi levelei; szerk. ifj. Bartók Béla, munkatárs Gomboczné Konkoly Adrienne; Zeneműkiadó, Budapest, 1981
- Bartók Béla írásai; Zeneműkiadó, Budapest, 1989–
  - 1. Bartók Béla önmagáról, műveiről, az új magyar zenéről, műzene és népzene viszonyáról; közread. Tallián Tibor; 1989
  - 3. Írások a népzenéről és a népzenekutatásról 1.; közread. Lampert Vera, szerk. Révész Dorrit; 1999
  - 4. Írások a népzenéről és a népzenekutatásról 2.; közread. Lampert Vera, szerk. Révész Dorrit, Biró Viola; 2016
  - 5. A magyar népdal; közread. Révész Dorrit, közrem. Szőllősy András; 1990
- Beszélgetések Bartókkal. Interjúk, nyilatkozatok, 1911–1945; összegyűjt., szöveggond., jegyz. Wilheim András; Kijárat, Budapest, 2000
- Írások a népzenéről; vál., szerk., tan. Gróh Gáspár; Kortárs, Budapest, 2008 (Magyar néző)
- Bartók Béla – Paul Sacher levelezése, 1936–1940; sajtó alá rend., ford. Bónis Ferenc; Balassi, Budapest, 2013
- Forráshangok. Énekgyűjtemény kicsiknek és nagyoknak, hangzó melléklettel / Csak tiszta forrásból. Szemelvények Bartók Béla gondolataiból; vál., szerk., jegyz. Ferge Béla; Oltalom Alapítvány, Budakalász, 2016 + CD
- Bartók Béla – Annie Müller-Widmann levelezése, 1935–1940 / Bartók Béla – Annie Müller-Widmann Briefwechsel, 1935–1940; sajtó alá rend., ford. Bónis Ferenc; Balassi, Budapest, 2016
- Bartók Béla, Török népzene Kis-Ázsiából, közr. és ford. Sipos János; L’Harmattan, Budapest, 2019
- Geyer Stefi hegedűművész életútja – Levelezése Bartók Bélával, sajtó alá rendezte: Váradi Helga és Vikárius László,  szerkesztette: Soóky Andrea, Balassi–HUN-REN BTK ZTI, Budapest, 2024

## Egyebek

### Szobrok, emléktáblák

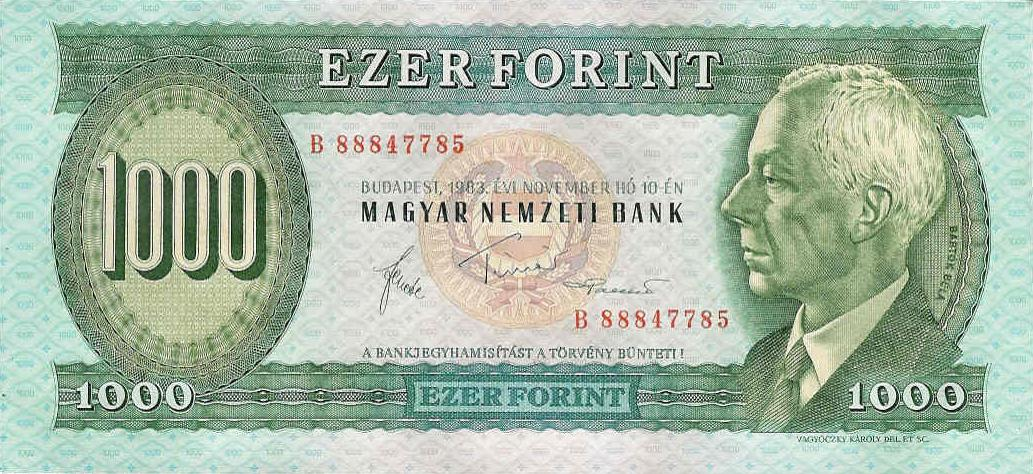
Bartók Béla a korábbi magyar bankjegy-sorozat ezerforintos címletén. (Vagyóczky Károly munkája. Az 1983 és 1999 között forgalomban levő ezerforintos 1991-ig a sorozat legnagyobb címletű bankjegye volt. Érdekessége, hogy Bartók fiáról mintázta a grafikus.)

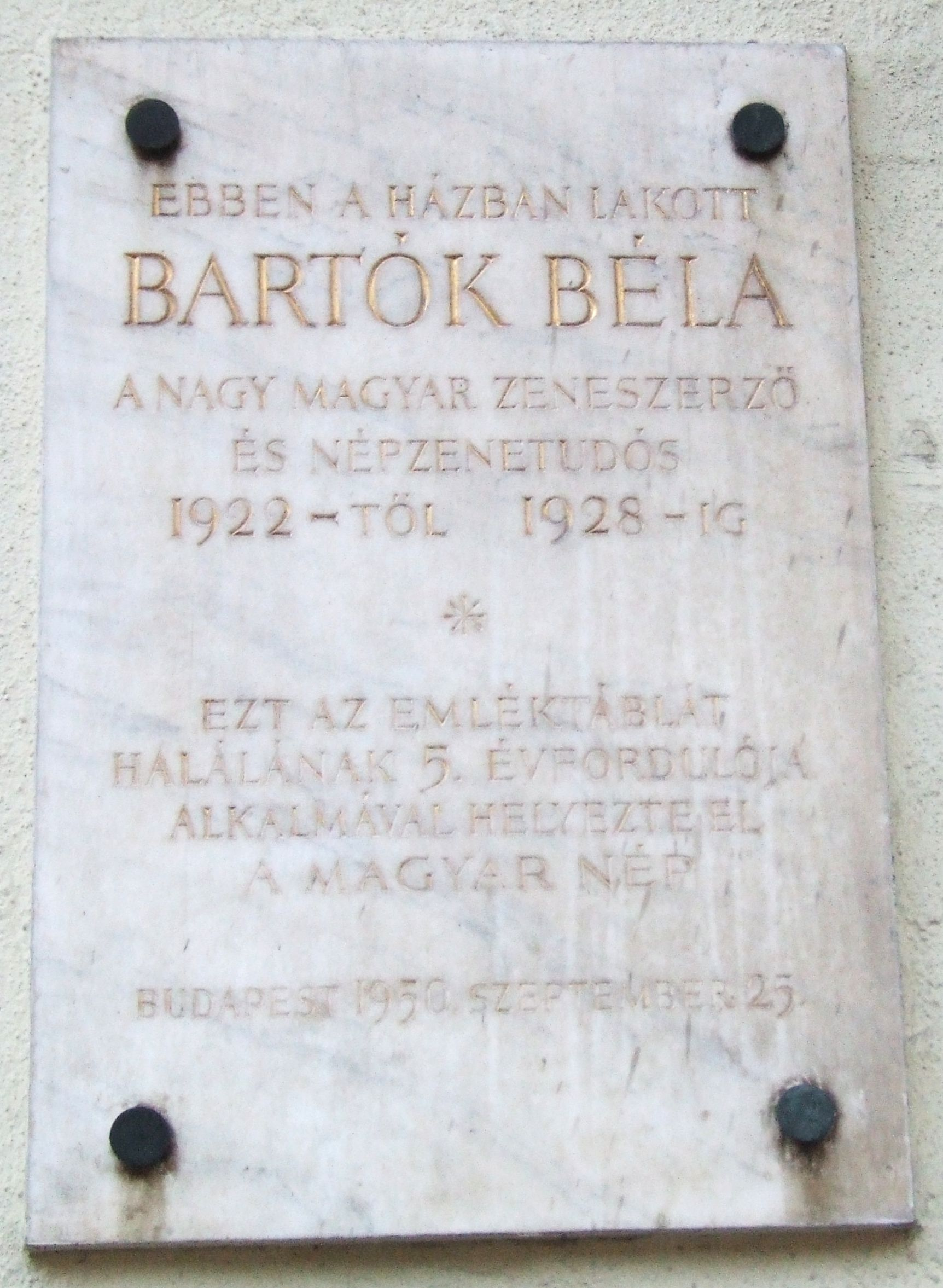
Emléktáblája a budapesti Szilágyi Dezső tér 4. számú ház falán

- Zobordarázs, 2017, gyűjtésének 110. évfordulóján
- Komárom, Kultúrpalota, emléktábla az 1924-es koncertjének helyszínén
- Születésének évfordulóján, 2008. március 25-én Bartók volt látható a Google internetes kereső logóján, korábban magyar illetőségű logó nem volt.
- Brüsszel, a Gare Centrale-lal szemben a Meridian Hotel udvara, az Európai Csomópont tér: A Carrefour de l'Europe-on 1995-ben avatták fel a Bartók-szobrot. Ez az egyetlen magyar szobor Brüsszelben. Jelképes az is, hogy Brüsszel központjában kapott helyet Varga Imre szobra, amely Magyarország ajándékaként érkezett a Brüsszelbe.
- Budapest, Margit-sziget: Beck András alkotása 1952-től a Városligetben állt, a Margit-szigetre 1966-ban helyezték át a Bartók Béláról készült 75 centiméter magas kő mellszobrot.
- Budapest, Bartók Béla út: Bartók szobra a Feneketlen-tó partján áll.
- A XV. kerületben a Sín utca 15. alatt  található az az ingatlan ahol rövid ideig zeneiskolát működtetett. Ezt a falon található emléktábla is jelzi.
- Gyula, Szent Miklós park: másfélszeres életnagyságú bronz mellszobor, Makrisz Agamemnon alkotása 1962-ből.
- Gyula, Vértanúk útja–Bartók Béla út sarok: Mogyoróssy István szürke mészkőből készült emlékműve 1960-ban keletkezett.
- London, Kensington és Chelsea kerület, a South Kensington földalatti-állomás melletti kis tér: Varga Imre Bartók-szobrát avatták fel 2004. október 2-án, nem messze attól a helytől, ahol a magyar zeneszerző londoni tartózkodásai idején lakott.
- Makó, Kálvin u.: Az utca sarkán, kis parkmezőben áll a szobor, a nevét viselő ének-zenei általános iskola előtt. A szobrot Varga Imre készítette 1981-ben.
- Mohács, Hősök parkja: Schaár Erzsébet szobra.
- Nagymegyer, 1992-ben avatták fel
- Nagyszentmiklós
- New York, az 57. utca 307-en, egykori otthonának bejáratánál emléktábla őrzi nevét[20]
- Pécs, Palatinus szálló homlokzata: emléktábla Bartók Béla koncertezésének alkalmából
- Siófok, Szent Miklós park: A zeneiskola – 1998-tól Siófoki Művészeti Iskola – közelében lévő parkban áll a zeneszerző, népzenekutató szobra, a siófoki születésű Varga Imre szobrászművész alkotása.
- Szeged, a Dóm tér nyugati oldalán, a Nemzeti Emlékcsarnokban van Bartók Béla portré szobra. A szobor Makrisz Agamemnon alkotása.
- Tura, a városi művelődési ház az ő nevét (Bartók Béla), viseli.
- Miskolc, bronz dombormű a Zenepalota homlokzatán, Seres János alkotása.
- Marosvásárhely, 1912-ben a város vendége volt, ahol nagy sikerű hangversenyt tartott. Szobrát, melyet Izsák Márton marosvásárhelyi szobrászművész alkotott, 1981-ben leplezték le.
- Dunaújváros, Petőfi ligetben, a zeneszerző nevét viselő Bartók Kamaraszínház és Művészetek Háza (Bartók Béla Kultúrház 1953., Bartók Béla Művelődési Központ 1973.) mögötti parkban található szoborpár Varga Imre alkotása Bartók és Kodály címmel, mely Bartók születésének 100. évfordulójára készült és került avatásra 1980. június 2-án. A szoborpár együtt csak Dunaújvárosban látható. Az eredeti Bartók szobor (Dunaújváros) másolatai vannak kiállítva még Budapesten a Csalán úti Bartók Emlékház kertjében, Makón és Párizsban a Bartók téren. Az eredeti Kodály szobor (1976.) Pécsett, a Szent István téren található.

### További emlékei
- Nevét viseli számos utca, a Bartók Béla Unitárius Egyházközség Misszióház, a Merkúr egyik krátere, valamint a 4132 Bartók nevű kisbolygó.
- 2010-ben Rákosmente díszpolgára címet kapott.[21]
- Temesi Ferenc író Bartók című, 2012-ben kiadott nagyregényében dolgozta fel a zeneszerző élettörténetét.
- Nevét viseli a budapesti Bartók Béla Zeneművészeti és Hangszerészképző Gyakorló Szakgimnázium, a Békéscsabai Bartók Béla Szakgimnázium és Alapfokú Művészeti Iskola, a Miskolci Bartók Béla Zene- és Táncművészeti Szakgimnázium és a Miskolci Egyetem Bartók Béla Zeneművészeti Kara.

### Rovargyűjteménye
Kevesen tudják, hogy Bartók Béla hobbiképp rovargyűjtéssel is foglalkozott.

## Származása
| szuhafői Bartók Béla (Nagyszentmiklós, 1881. márc. 25.– New York, 1945. szept. 26.) zeneszerző, népzenekutató | Apja: szuhafői Bartók Béla (Dávidháza (Újvár), 1855. nov. 19.– Nagyszentmiklós, 1888. aug. 4.) tanár, iskolaigazgató | Apai nagyapja: Bartók János (Nagykikinda, 1816. nov. 24.– Nagyszentmiklós, 1877. jan. 21.) tanár | Apai nagyapai dédapja: Bartók János (Borsodszirák, 1784. jan. 12.–1876)                   |
| szuhafői Bartók Béla (Nagyszentmiklós, 1881. márc. 25.– New York, 1945. szept. 26.) zeneszerző, népzenekutató | Apja: szuhafői Bartók Béla (Dávidháza (Újvár), 1855. nov. 19.– Nagyszentmiklós, 1888. aug. 4.) tanár, iskolaigazgató | Apai nagyapja: Bartók János (Nagykikinda, 1816. nov. 24.– Nagyszentmiklós, 1877. jan. 21.) tanár | Apai nagyapai dédanyja: Bozsovits Katalin (Szabadka? 1792–1851)                           |
| szuhafői Bartók Béla (Nagyszentmiklós, 1881. márc. 25.– New York, 1945. szept. 26.) zeneszerző, népzenekutató | Apja: szuhafői Bartók Béla (Dávidháza (Újvár), 1855. nov. 19.– Nagyszentmiklós, 1888. aug. 4.) tanár, iskolaigazgató | Apai nagyanyja: Ronkovits Matild (1825 körül– Nagyszentmiklós, 1885. jan. 13.)                   | Apai nagyanyai dédapja: Ronkovics Ferenc                                                  |
| szuhafői Bartók Béla (Nagyszentmiklós, 1881. márc. 25.– New York, 1945. szept. 26.) zeneszerző, népzenekutató | Apja: szuhafői Bartók Béla (Dávidháza (Újvár), 1855. nov. 19.– Nagyszentmiklós, 1888. aug. 4.) tanár, iskolaigazgató | Apai nagyanyja: Ronkovits Matild (1825 körül– Nagyszentmiklós, 1885. jan. 13.)                   | Apai nagyanyai dédanyja: Avramovics Borbala                                               |
| szuhafői Bartók Béla (Nagyszentmiklós, 1881. márc. 25.– New York, 1945. szept. 26.) zeneszerző, népzenekutató | Anyja: Voit Paula (Turócszentmárton, 1857. jan. 16.– Budapest, 1939. dec. 19.) tanítónő                              | Anyai nagyapja: Voit Fülöp (Pozsony, 1818. aug. 2.- Pozsony, 1873. júl. 29.) gazdatiszt          | Anyai nagyapai dédapja: Voit Pál (Wanndorf=Sopronbánfalva, 1783. okt. 14.- 1870. feb. 7.) |
| szuhafői Bartók Béla (Nagyszentmiklós, 1881. márc. 25.– New York, 1945. szept. 26.) zeneszerző, népzenekutató | Anyja: Voit Paula (Turócszentmárton, 1857. jan. 16.– Budapest, 1939. dec. 19.) tanítónő                              | Anyai nagyapja: Voit Fülöp (Pozsony, 1818. aug. 2.- Pozsony, 1873. júl. 29.) gazdatiszt          | Anyai nagyapai dédanyja: Scherz Erzsébet (?- Pozsony, 1869. dec. 7.)                      |
| szuhafői Bartók Béla (Nagyszentmiklós, 1881. márc. 25.– New York, 1945. szept. 26.) zeneszerző, népzenekutató | Anyja: Voit Paula (Turócszentmárton, 1857. jan. 16.– Budapest, 1939. dec. 19.) tanítónő                              | Anyai nagyanyja: Polereczky Teréz (Privigye, 1822. okt. 14.- Csorvás, 1873. nov. 8.)             | Anyai nagyanyai dédapja: Polereczky Jakab                                                 |
| szuhafői Bartók Béla (Nagyszentmiklós, 1881. márc. 25.– New York, 1945. szept. 26.) zeneszerző, népzenekutató | Anyja: Voit Paula (Turócszentmárton, 1857. jan. 16.– Budapest, 1939. dec. 19.) tanítónő                              | Anyai nagyanyja: Polereczky Teréz (Privigye, 1822. okt. 14.- Csorvás, 1873. nov. 8.)             | Anyai nagyanyai dédanyja: Fegyveres Teréz                                                 |

### Bartók által gyűjtött népdalok
- Elindultam szép hazámból
- Kecskemét is kiállítja
- Csillagok, csillagok, szépen ragyogjatok